# 哈維斯特鎮區 (密蘇里州聖查爾斯縣)
哈維斯特鎮區（英語：Harvester Township）是位於美國密蘇里州聖查爾斯縣的一個行政鎮區。

## 地方資料
哈維斯特鎮區的面積為34.75平方千米，當中陸地面積為31.98平方千米，而水域面積為2.77平方千米。根據2020年美國人口普查的數據，當地共有人口20480人，而人口密度為每平方千米589.35人。